# 1848 en Grèce
Chronologie de la Grèce
- 1844
- 1845
- 1846
- 1847
- 1848
- 1849
- 1850
- 1851
- 1852

Cette page concerne les évènements survenus en 1848 en Grèce  :

## Création
- Villa de la duchesse de Plaisance (el), ou villa Ilíssia, à Athènes.

## Naissance
- Iosíf Chatzidákis (de), médecin et archéologue.
- Theódoros Flogaïtis (el), écrivain et personnalité politique.
- Panagiotis Gennadius, botaniste et agronome.
- Arturo Graf, poète italien.
- Pétros Kanellídis (el), journaliste.
- Panagiótis Zános (el), dramaturge.
- Konstantínos Zisíou (el), philologue et écrivain.

## Décès
- Geórgios Ainián, personnalité politique.
- Dimitrákis Deligiánnis (el), combattant de la guerre d'indépendance.
- Konstantínos Garpolás (bg), libraire et imprimeur.
- Giuseppe Chiappe (el), philhellène italien, avocat, rédacteur en chef de journaux et après la révolution, juge dans le nouvel État grec.
- Manto Mavrogenous, révolutionnaire.
- Pétros Mavromichális, dirigeant de la guerre d'indépendance et président du Conseil exécutif.